# Guilherme de Sonnac
Guilherme de Sonnac (em francês: Guillaume de Sonnac), nasceu numa grande família do Rouergue. Quando foi eleito Grão-mestre da Ordem dos Templários em 1247, já ocupava elevados cargos na Ordem, tanto na Aquitânia como em Poitou. Chega à Terra Santa no Outono de 1247.
Homem sábio e prudente, excelente em politica e na arte da guerra, Guilherme reorganiza a hierarquia do Templo e faz codificar os arquivos antes de os colocar em lugar seguro.
O magistério de Sonnac foi particularmente violento. Em 1247, os cristãos tinham perdido as bases do poder em Tiberíades, Monte Tabor, Belvoir e Ascalão. Isto provocou uma nova campanha do rei Luís IX de França, que desembarcou em Limassol, Chipre em 17 de setembro 1248. De Sonnac partiu de Acre (Israel) para se encontrar com ele e fazer os preparativos. Pouco depois, o novo Grão-Mestre recebeu um Emir do Sultão, oferecendo aos cruzados um acordo de paz. De Sonnac relata isto ao rei francês, que ordenou a cessar qualquer negociação, sem obter a permissão real em primeiro lugar. Isto assegurou que nova campanha seria dominada pela violência e não com a diplomacia.	
Em 1249, acompanha Luis IX na Sétima Cruzada. A 5 de Junho de 1249, o exército cruzado francês, combinado com os Templários comandados por Guilherme de Sonnac, tentam desembarcar no Egipto. O seu objectivo é o mesmo da Quinta Cruzada: Damieta. A luta nas praias egípcias foi dura e o rei combateu com água pela cintura ao lado dos seus homens. Depois de uma longa batalha, os muçulmanos são forçados a retirar, deixando a cidade práticamente sem defesa. No dia seguinte Sonnac escreve a Robert de Sandfort, contando como na manhã a seguir à batalha, Damieta fora tomada sem uma única baixa entre os cruzados. No fim de Novembro Sonnac e o Rei Luis começam a sua marcha para o Cairo, via Almançora.
A 8 de fevereiro de 1250, Guilherme de Sonnac e os seus irmãos do Templo asseguram a retaguarda do exército franco, na batalha de Almançora. A inconsciência do Conde de Artois (Roberto I de Artois), irmão de Louis IX, vai provocar a destruição de uma grande parte do exército cristão. Mais de 280 cavaleiros perdem a vida nesta batalha. Somente cinco cavaleiros, entre eles Guilherme de Sonnac, gravemente ferido na cabeça, retornam ao corpo principal do exército.
Guilherme de Sonnac morre a 11 de fevereiro de 1250.